# أماندا برتون
أماندا برتون (بالإنجليزية: Amanda Burton)‏ هي ممثلة بريطانية، ولدت في 10 أكتوبر 1956 في أيرلندا الشمالية.

## أعمال

### مسلسلات
- بروكسايد

## وصلات خارجية
- أماندا برتون على موقع IMDb (الإنجليزية)
- أماندا برتون على موقع ألو سيني (الفرنسية)
- أماندا برتون على موقع أول موفي (الإنجليزية)
- أماندا برتون على موقع قاعدة بيانات الأفلام السويدية (السويدية)
- أماندا برتون على موقع إن إن دي بي (الإنجليزية)
- أماندا برتون على موقع قاعدة بيانات الفيلم (الإنجليزية)
- أماندا برتون على موقع كينوبويسك (الروسية)